# Степноозёрский поссовет
Степноозёрский поссовет — муниципальное образование со статусом городского поселения и административно-территориальное образование в Благовещенском районе Алтайского края России.

## Население
| 2010  | 2011  | 2012  | 2013  | 2014  | 2015  |
| ----- | ----- | ----- | ----- | ----- | ----- |
| 6672  | ↘6645 | ↘6643 | ↗6679 | ↘6497 | ↘6477 |
| 2016  | 2017  | 2018  | 2019  | 2020  | 2021  |
| ↘6352 | ↘6300 | ↗6319 | ↘6304 | ↘6262 | ↘5639 |

По результатам Всероссийской переписи населения 2010 года, численность населения муниципального образования составила 6672 человека, в том числе 2996 мужчин и 3676 женщин. Оценка Росстата на 1 января 2012 года — 6643 человека.

## Населённые пункты
В состав городского поселения входит один населённый пункт — рабочий посёлок Степное Озеро.